# Stanisław Sankowski
Stanisław Sankowski (ur. 8 kwietnia 1909 w Brzeżanach, zm. 22 marca 1993 w Radomsku) – polski historyk i pedagog, badacz historii Radomska i okolic.

## Życiorys
Pochodził z rodziny o patriotycznych korzeniach – jego pradziad, Wincenty Sankowski z trzema synami walczył w powstaniu styczniowym. Rodzina Stanisława Sankowskiego w wyniku wybuchu I wojny światowej przybyła z Podola do Radomska, gdzie osiedliła się w 1916 roku. W 1927 roku Sankowski zdał maturę w Gimnazjum Męskim Stanisława Niemca i w tym samym roku rozpoczął studia na Wydziale Filozoficzno-Humanistycznym Uniwersytetu Jagiellońskiego w Krakowie. Jeszcze podczas studiów podjął pracę zawodową, polegającą na uporządkowaniu archiwum radomszczańskiego magistratu. Podczas niej dokonał kilku ciekawych odkryć, m.in. miejskich dokumentów z XVII wieku.

Po wybuchu II wojny światowej walczył w kampanii wrześniowej jak dowódca 2 kompanii 25 Pułku Piechoty. Dostał się do niewoli, był jeńcem kilku oflagów. W obozie w Woldenbegu zetknał się z profesorem Karolem Górskim, którą to znajomość wykorzystał później przy pracach nad monografią miast.

Po zakończeniu wojny powrócił do Radomska, gdzie zajął się organizacją szkolnictwa i pracą dydaktyczną; uczył do 1972 roku w I Liceum Ogólnokształcącym. Poświęcił się również badaniom nad dziejami miasta. Owocem tych badań była monografia pt. "Przyczynki do dziejów Radomska", uhonorowana w Ogólnopolskim Konkursie Monografii Miast. Do wydania pracy w formie książkowej doszło jednak dopiero w 1995 roku (m.in. z powodu ingerencji cenzury). Rozpoczął również starania o utworzenie w Radomsku muzeum, gromadząc zbiory i propagując jego ideę. Ostatecznie, w 1970 roku uchwałą Prezydium Powiatowej Rady Narodowej powołano do życia Muzeum Regionalne w Radomsku.

Oprócz historii Sankowski pasjonował się również filatelistyką oraz działał w Ochotniczej Straży Pożarnej. Ponadto malował (głównie pejzaże, martwą naturę i kwiaty) oraz grał na skrzypcach.
Za swą działalność Stanisław Sankowski był wielokrotnie odznaczany i nagradzany, m.in. Złotym Krzyżem Zasługi (1969), Medalem Zwycięstwa i Wolności (1972), Krzyżem Kawalerskim Orderu Odrodzenia Polski (1975), Medalem „Za udział w wojnie obronnej 1939” (1982), Medalem za Długoletnie Pożycie Małżeńskie (1987), odznaką za wysługę Ochotniczej Straży Pożarnej oraz złotą i srebrną odznaką honorową Polskiego Związku Filatelistów. W 1975 roku papież Paweł VI uhonorował go medalem Pro Ecclesia et Pontifice.
Stanisław Sankowski był żonaty z Ireną. Miał pięciu synów; jednym z nich jest polski informatyk, profesor Dominik Sankowski.

Po śmierci został pochowany na cmentarzu Starym w Radomsku. Od 2008 roku jego imię nosi Muzeum Regionalne w Radomsku.